# Paradyscherus
Paradyscherus is een geslacht van kevers uit de familie van de loopkevers (Carabidae). De wetenschappelijke naam van het geslacht is voor het eerst geldig gepubliceerd in 1971 door Basilewsky.

## Soorten
Het geslacht Paradyscherus omvat de volgende soorten:
- Paradyscherus blanci Basilewsky, 1971
- Paradyscherus jeanneli Basilewsky, 1973
- Paradyscherus peyrierasi Basilewsky, 1973